# Lashmeet (Virginia Occidental)
Lashmeet es un lugar designado por el censo ubicado en el condado de Mercer en el estado estadounidense de Virginia Occidental. En el Censo de 2010 tenía una población de 479 habitantes y una densidad poblacional de 246,59 personas por km².

## Geografía
Lashmeet se encuentra ubicado en las coordenadas 37°25′22″N 81°11′48″O / 37.42278, -81.19667. Según la Oficina del Censo de los Estados Unidos, Lashmeet tiene una superficie total de 1.94 km², de la cual 1.94 km² corresponden a tierra firme y (0%) 0 km² es agua.

## Demografía
Según el censo de 2010, había 479 personas residiendo en Lashmeet. La densidad de población era de 246,59 hab./km². De los 479 habitantes, Lashmeet estaba compuesto por el 99.37% blancos, el 0.63% eran afroamericanos, el 0% eran amerindios, el 0% eran asiáticos, el 0% eran isleños del Pacífico, el 0% eran de otras razas y el 0% pertenecían a dos o más razas. Del total de la población el 0.21% eran hispanos o latinos de cualquier raza.